# Freistellung vom militärischen Dienst
Die Freistellung vom militärischen Dienst ist in Deutschland grundsätzlich eine Maßnahme zur Berufsförderung für Soldaten auf Zeit (SaZ) der Bundeswehr.

## Rechtsanspruch auf Freistellung
Rechtsanspruch auf Freistellung vom militärischen Dienst besteht, sofern das Dienstverhältnis eines SaZ vor dem 26. Juli 2012 begründet wurde (Inkrafttreten des Bundeswehrreform-Begleitgesetzes) und nach dem 23. Mai 2015 keine Weiterverpflichtung erfolgte. Rechtsgrundlage ist § 102 i. V. m. § 5 a. F. Soldatenversorgungsgesetz (SVG). Für SaZ mit einer Verpflichtungszeit von mindestens sechs Jahren besteht ein Anspruch von drei Monaten Freistellung, für SaZ mit mindestens acht Jahren Verpflichtungszeit von 15 Monaten und für SaZ mit mindestens zwölf Jahren Verpflichtungszeit von 24 Monaten vor Ende der Dienstzeit. Die Freistellung wird nur gewährt, sofern eine vom Berufsförderungsdienst der Bundeswehr geförderte schulische oder berufliche Aus- oder Weiterbildung durchgeführt wird.
Während der Freistellungsphase werden die Soldaten auf ein dienstpostenähnliches Konstrukt (DPäK) versetzt; entweder bei ihrer letzten militärischen Dienststelle oder bei einer in räumlicher Nähe ihrer Bildungsmaßnahme. Der Disziplinarvorgesetzte der militärischen Dienststelle übt formal die Disziplinarbefugnis über den freigestellten Soldaten aus. Im Jahr 2018 waren 5900 Soldaten aufgrund der Freistellung vom militärischen Dienst auf ein dienstpostenähnliches Konstrukt versetzt.
Ist während der Dienstzeit eine zivilberuflich verwertbare Qualifikation erworben worden, wird der Freistellungsanspruch gemäß § 5 Abs. 6–10 a. F. SVG gekürzt.
Offiziere mit Studium haben keinen Anspruch auf Freistellung (§ 5 Abs. 9 a. F. SVG). Zur Aufnahme eines regulären Beschäftigungsverhältnisses (keine Ausbildungsverhältnis) besteht ebenfalls kein Rechtsanspruch auf Freistellung.
Das Institut des Rechtsanspruchs auf Freistellung vom militärischen Dienst zur Teilnahme an Berufsförderungsmaßnahmen läuft aus. SaZ, deren Dienstverhältnis ab dem 26. Juli 2012 begründet wurde, haben stattdessen einen verlängerten Anspruch auf Berufsförderung nach der Wehrdienstzeit. Eine Ausnahme bildet die Teilnahme an einem Berufsorientierungspraktikum. SaZ, die nicht aufgrund ihrer zivilberuflichen Vorbildung mit höherem Dienstgrad eingestellt wurden oder die während ihrer Dienstzeit keine zivilberuflich anerkannte Aus- oder Weiterbildung (inkl. Hochschulstudium für Offiziere) erhalten haben, haben Anspruch darauf, vor dem Ende ihrer Dienstzeit unter Freistellung vom Dienst an drei Berufsorientierungspraktika mit jeweils einem Monat Dauer teilzunehmen, sofern sie sich für mindestens zwölf Jahre verpflichtet haben. Haben sie sich für mindestens 20 Jahre verpflichtet (SaZ 20 und höher), besteht Anspruch auf ein zusätzliches einmonatiges Praktikum.
Die Rechte und Pflichten als Soldat bestehen während der Freistellungsphase, mit Ausnahme der Dienstleistungspflicht, grundsätzlich fort.

## Ermessensfreistellung
Soweit es zur Umsetzung des Förderungsplans des Berufsförderungsdienstes zur Eingliederung in das zivile Berufsleben erforderlich ist, kann ausnahmsweise eine Freistellung vom militärischen Dienst gewährt werden (§ 5 Abs. 11 SVG). Dazu präzisiert die Berufsförderungsverordnung (BFöV), dass eine Maßnahme der beruflichen Bildung in Vollzeitform ausnahmsweise bis zu drei Monate vor dem Dienstzeitende (für SaZ 20 und höher: sechs Monate) gefördert werden kann, wenn der Beginn der Maßnahme unabänderlich ist und durch die Förderung eine Verzögerung bei der Umsetzung des Förderungsplans vermieden wird. Als Ermessensleistung können die Förderungsberechtigten zur Teilnahme an der Maßnahme vom militärischen Dienst freigestellt werden. Das Karrierecenter der Bundeswehr – Berufsförderungsdienst – entscheidet auf der Grundlage einer Stellungnahme des nächsten Disziplinarvorgesetzten und im Einvernehmen mit der personalbearbeitenden Stelle über die Freistellung. Die Freistellung kann nach Maßgabe des § 20 Abs. 3 S. 2 BFöV widerrufen werden.
Der Freistellungszeitraum mindert den Bezugszeitraum der Übergangsgebührnisse, außer für SaZ 20 und höher.
Nach § 7 Abs. 3 SVG kann es einem SaZ mit einer Verpflichtungsdauer von mindestens vier Jahren mit einem erhöhten Berufsorientierungsbedarf ermöglicht werden, vor dem Ende seiner Dienstzeit unter Freistellung vom militärischen Dienst an einem Berufsorientierungspraktikum mit einer Dauer von einem Monat teilzunehmen. SaZ 20 und höher kann die Teilnahme an zwei Berufsorientierungspraktika ermöglicht werden. Ein erhöhter Berufsorientierungsbedarf wird regelmäßig durch den Berufsförderungsdienst anerkannt. Jedem Berufssoldaten, dessen Dienstverhältnis wegen Dienstunfähigkeit endet, kann Freistellung vom militärischen Dienst zur Teilnahme an einem notwendigen Berufsorientierungspraktikum gewährt werden (§ 40 SVG).

## Freistellung außerhalb der Berufsförderung
Im Übrigen kann ein Disziplinarvorgesetzter der Stufe 1 Freistellung vom Dienst im Umfang der notwendigen Abwesenheit gewähren, sofern kein Anspruch auf Sonderurlaub besteht, z. B. für notwendige Behördengänge. In sonstigen Fällen, z. B. Elternzeit, wird nicht von Freistellung vom militärischen Dienst gesprochen, sondern von Urlaub mit oder unter Wegfall von Geld- und Sachbezügen.